# Río Blanco (vattendrag i Chile, Región de Los Lagos, lat -41,68, long -72,36)
Río Blanco är ett vattendrag  i Chile.   Det ligger i regionen Región de Los Lagos, i den södra delen av landet, 900 km söder om huvudstaden Santiago de Chile.
I omgivningen kring Río Blanco växer i huvudsak blandskog och området är nästan obefolkat, med mindre än två invånare per kvadratkilometer.